# Joanna Wang

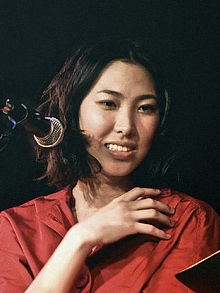
Joanna Wang (2008)

Joanna Wang oder Wang Ruolin, (chinesisch 王若琳, Pinyin Wáng Ruòlín) (* 1. August 1988 in Taipei, Taiwan) ist eine taiwanische Sängerin und Songautorin. Mit dem Erfolg ihres bei Sony erschienenen Albums Start From Here ist sie im chinesischen Sprachraum sowie Südostasien zu einer der populärsten Sängerinnen geworden.

## Familie, Jugend, Einflüsse
Joanna Wang wurde als Tochter des renommierten Musikproduzenten Bing Wang in Taipei geboren. Sie hat zwei jüngere Schwestern. Schon als Kleinkind zog ihre Familie in die Vereinigten Staaten um, wo sie sich von verschiedenen Musikgenres, besonders vielen klassischen Rockbands beeinflussen ließ, unter anderem The Beatles, Queen und Oingo Boingo. Zu den auf sie einflussreichsten Künstlern zählen Danny Elfman, Yoeko Kurahashi (倉橋ヨエコ) und Paul McCartney; zudem hat Videospielmusik auf Joanna Wang großen Einfluss.
Wang ist eine linkshändige Gitarristin.

## Karriere
Obwohl sie schon 2004 eine EP namens Time in a Bottle veröffentlicht hatte, wurde beschlossen, dass ihr Debütalbum Start From Here erst im Januar 2008 erscheinen durfte. Das Doppelalbum enthält hauptsächlich Wangs Coverversionen bekannter Songs, darin wurde eine CD auf Englisch und die andere auf Chinesisch gesungen. Start From Here wurde rasant zu einem beträchtlichen kommerziellen Erfolg: Es erreichte Platz 1 in Taiwan und genoss auch in Südostasien große Beliebtheit. Trotzdem hat Joanna Wang in ihrem YouTube-Kanal und bei Reddit mehrmals erklärt, dass dieses Debüt ihr missfalle, denn sie wolle ihr eigenes Konzept der Musik verwirklichen.
Im Januar 2009 veröffentlichte Joanna Wang ihr zweites Album Joanna & 王若琳, das sie selbst und ihr Vater mitproduzierten. Das Doppelalbum enthält eine gleichnamige CD und ihr originelles Werk The Adult Storybook. 
2010 erschien Wangs erstes Livealbum 大人故事书亚洲巡回演唱会影音全纪录, das die Aufnahmen ihres Shanghai-Konzertes umfasst.

## Auszeichnungen
- 2008: Singapore Hit Awards 2008 – Ausgezeichnete Neue Künstlerin
- 2008: 9th CCTV-MTV Music Awards – Populärste Neue Künstlerin des Jahres in Hongkong und Taiwan
- 2008: Metro Hits Music Awards – Metroshowbiz Hits Mandarin Singer-Songwriter Preis
- 2008: Metro Hits Music Awards – Metro Radio Hits Meist Gewählte Künstlerin Preis
- 2008: China Mobile Wireless Music Awards – Potenziellste Neue Sängerin
- 2008: 2008 Beijing Chinese Pop Music Awards – Beste Neue Singer-Songwriter

## Diskographie

### Studioalben
- Start From Here (2008)
- Joanna & 王若琳 (2009)
- The Adult Storybook (2009)
- The Things We Do for Love (2011)
- The Adventures of Bernie the Schoolboy (2011)
- Galaxy Crisis: The Strangest Midnight Broadcast (2013)
- Midnight Cinema (2014)
- Bob Music (2015)
- House of Bullies (2016)
- Modern Tragedy (2018)
- Love is Calling Me (2019)
- Hotel La Rut (2024)

### Live-Mitschnitte
- 大人故事书亚洲巡回演唱会影音全纪录 (2010)